# Danh sách nơi khỏa thân công cộng ở châu Á
Dưới đây là danh sách những nơi khỏa thân công cộng ở châu Á

## Việt Nam

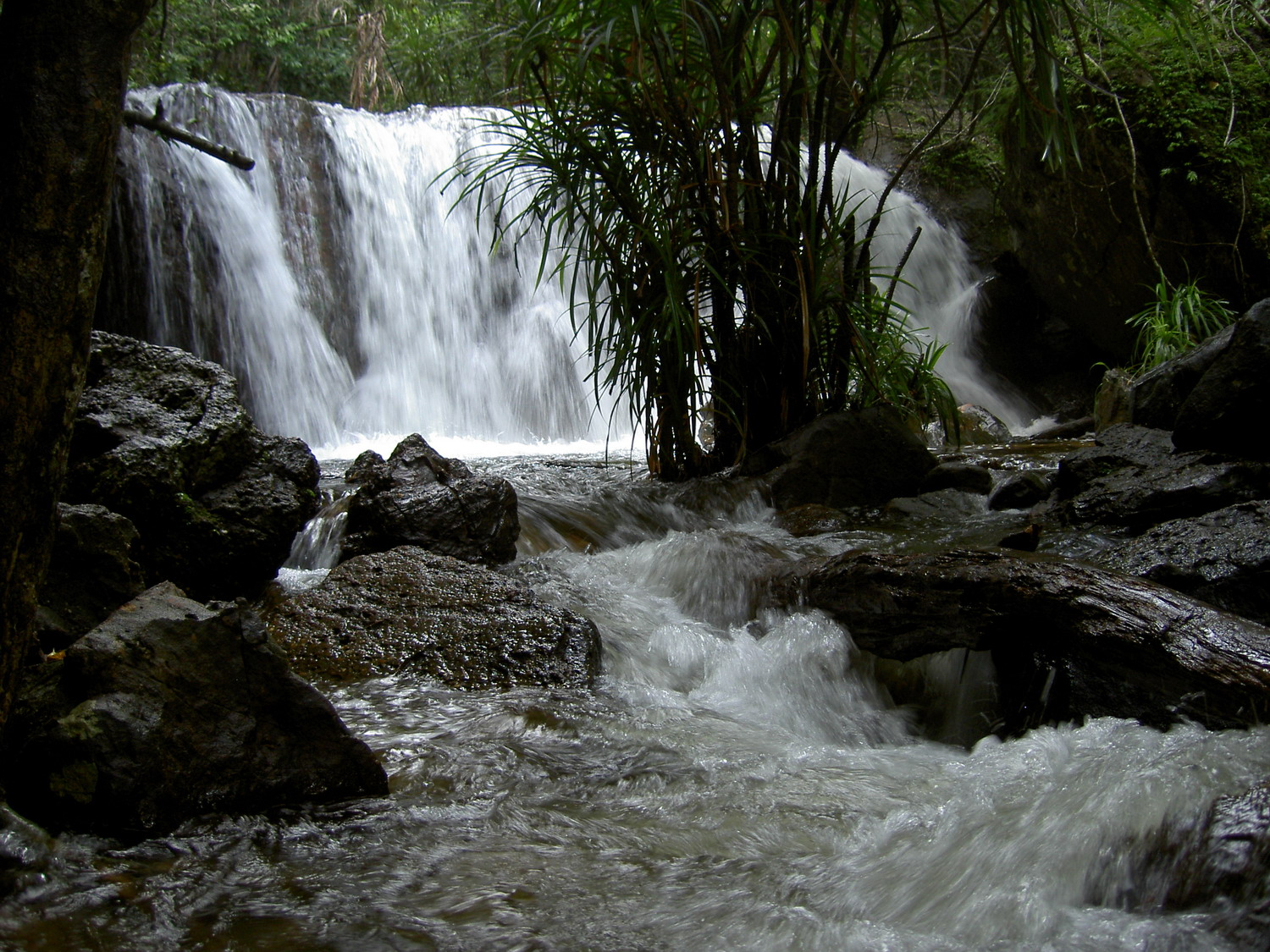
Suối Tranh, Phú Quốc

- Suối Tranh ở Phú Quốc: dịch vụ tắm cho khách du lịch tại suối[1]
- Sông Hồng: bãi giữa, đi theo cầu Long Biên xuống, bắt đầu rộ lên từ khoảng năm 2008. Nhiều người ra đây tranh thủ tập luyện yoga, đá bóng; có người mặc quần đùi, quần lót và nhiều người khỏa thân[2]
- Thác Gia Long ở huyện Krông Ana, tỉnh Đắk Lắk.[3]

## Philipines
- Đảo Boayan, Philippines[4]
- Đảo Thứ Sáu ở El Nido, Palawan, Philippines[5][6]

## Trung Quốc
- Bãi tắm ở tỉnh Tứ Xuyên đã từng mở cửa năm 2002, bị cấm và sau đó mở cửa trở lại[7]